# آکشت
آکشت (به آلمانی: Axstedt) یک شهر در آلمان است که در Hambergen واقع شده‌است. آکشت ۱٬۱۷۳ نفر جمعیت دارد.